# À la suite
à la suite (udt. [alaˈsvid], fra fransk: "i rækkefølge") bruges i dag i Danmark om kongelige, der har en officersgrad, som giver dem ret til at bære uniformen uden at have oparbejdet rettet til at bære uniformen på samme vis som andre bærere. Frem til 1918 brugtes udtrykket på tilsvarende vis i det tyske rige, herunder den preussiske hær, samt i den russiske hær, om personer der var blevet tildelt en officersgrad uden at have optjent den på normal vis. Dette kunne fx. dreje sig om læger.  à la suite kunne ligeledes bruges hvis en officer fik en ny kommando, men blev givet muligehden for at anvende den gamle uniform fremadrettet.
Prins Henrik var general à la suite i hæren, admiral à la suite i søværnet og general à la suite i flyvevåbnet. På tilsvarende vis er flere andre kongelige udnævnt til forskellige grader af à la suite-officerer.